# 那不勒斯的拉迪斯勞
宽宏者拉迪斯劳（義大利語：Ladislao I di Napoli；1377年2月15日—1414年8月6日），那不勒斯国王，自称耶路撒冷国王、西西里国王、普罗旺斯伯爵、福卡尔基耶伯爵（1386年 - 1414年），1390年以后自称匈牙利和克罗地亚国王未果。拉迪斯劳是一个有能力的政治和军事领导者、教宗依諾增爵七世的保护者和控制者；但因为个人原因声誉却很糟。他从整个意大利所处的无序状态中获利，极大地扩张了那不勒斯王国的领土和自身的权力，并且将教宗国的很多领地据为己用。他是卡佩王朝大安茹支系最后的男嗣。

## 青年
1377年2月15日，拉迪斯勞在其姨外祖母乔万娜一世年间生于那不勒斯，是两位卡佩宗室卡洛和杜拉佐的玛格丽塔的儿子。他的父母都曾在匈牙利本家拉约什一世处生活多年，以匈牙利圣王拉斯洛一世之名为他取名。他早年在那不勒斯宫廷成长，1381年受封为卡拉布利亚公爵和卡洛三世的继承人。卡洛三世在追求匈牙利王位期间被杀，1386年，9岁的拉迪斯劳在母亲马格丽塔摄政下继位。这时，在教宗乌尔巴诺六世支持下，那不勒斯发生诸侯叛乱，并面临法国的入侵，1385年教宗更是以普罗旺斯伯爵路易二世为那不勒斯国王。教宗不承认拉迪斯劳，并于1387年组织圣战讨伐他。当时，拉迪斯劳和母亲马格丽塔只控制那不勒斯周边地区。那不勒斯陷入混乱后，拉迪斯劳被迫流亡到加埃塔城堡，曾以路易之父为储君的前女王乔万娜一世的鳏夫布倫瑞克的奧托率安茹军占领那不勒斯。
1389年，新教宗博义九世承认拉迪斯劳为那不勒斯国王，尽管他不许拉迪斯劳将那不勒斯和德国、意大利领地联结起来。在加埃塔，拉迪斯劳娶了有权势的西西里诸侯曼弗雷迪·基亚拉蒙特的女儿康斯坦萨；但短短几年内婚姻即被作废。
1390年，阿尔大主教对拉迪斯劳下毒，拉迪斯劳虽活了下来，之后却落下口吃的毛病，时不时要休息。同年，安茹公爵路易入侵那不勒斯，和拉迪斯劳展开了为期九年的战争，拉迪斯劳限制了路易对那不勒斯和奥特兰托的影响。当1399年路易正和莱切伯爵交战时，拉迪斯劳在王国内萊蒙多·德爾·巴爾佐·奧西尼等几位有权势的那不勒斯贵族的支持下收复那不勒斯城，安茹的路易也决定退回普罗旺斯。1400年，拉迪斯劳收服了丰迪伯爵奧諾拉托·凱塔尼和阿布鲁佐、阿普利亚的叛乱者。

## 觊觎匈牙利

拉迪斯劳的纹章，描绘了他对匈牙利、那不勒斯和耶路撒冷王国的主权宣称

1401年，拉迪斯劳娶了塞浦路斯公主呂西尼昂的瑪麗，她在1402年抵达那不勒斯。同时，拉迪斯劳还试图恢复安茹系对匈牙利的统治。当时，部分贵族反对匈牙利国王西吉斯蒙德，而拉迪斯劳从1390年起就要求匈牙利王位和克罗地亚的领主权。1403至1414年间，拉迪斯劳下令在那不勒斯的圣母加冕堂教会绘制《圣拉斯洛传说》的系列。在这些绘画中，这位匈牙利国王被描绘为收到了王冠、对异教徒作战、得到了克罗地亚的王冠。（自13世纪下半叶以来，圣拉斯洛和其他匈牙利国王的崇拜就已经出现在那不勒斯和其他意大利地区，这要归功于卡洛二世的妻子匈牙利的瑪麗亞。）
拉迪斯劳以匈牙利诸王的继承人自居，数次试图夺取匈牙利王位，加冕为无迹可考的头衔斯拉沃尼亞公爵。他最初和威尼斯共和国进行谈判，割让克基拉岛，获得了亚得里亚海的自由航道及教宗的部分支持，于1403年7月19日登陆扎达尔。1403年8月5日，他在扎达尔镇上被埃斯泰尔戈姆大主教雅诺什·卡尼塞当着教宗国代表安杰洛·阿奇亚儒奥利大主教的面加冕为匈牙利（和克罗地亚）国王。即使在他加冕后，拉迪斯劳在克罗地亚和匈牙利的统治也没有延伸到达尔马提亚边境以外的地方。他的父亲那不勒斯的卡洛三世在匈牙利长大，以总督身份统治克罗地亚，并成为匈牙利国王卡罗利二世。但拉迪斯劳不够积极，最后退回阿普利亚；他对达尔马提亚的主权也难以到达扎达尔城以外。博义九世死后，新教宗依諾增爵七世当选才2天，拉迪斯劳就在科隆纳家族支持下入侵罗马。

### 对意大利中部的征服
拉迪斯劳斯渴望重现其帝国前辈在意大利南部的辉煌声望和强大势力，即神圣罗马帝国皇帝和西西里国王腓特烈二世，他决心征服意大利中部，并将势力扩展到托斯卡纳和更北的地方。拉迪斯劳热衷于通过牺牲诸侯来巩固那不勒斯王权，他对阻碍自己的桑塞弗里諾家族策划了几起谋杀。1405年，拉迪斯劳来到罗马，一些贵族将罗马城的宗主权交给他，而作为回应，教宗则于1406年1月9日废黜他的王位。同时，教宗诱使莱蒙多·德尔·巴尔佐·奥西尼作乱，但1406年1月后不久奥西尼就死了。他的遗孀、昂吉安的约翰的女儿莱切女伯爵昂吉安的瑪麗继续作乱，当年春在拉迪斯劳围城两个月后仍守住了塔兰托。即使在7月拉迪斯劳和教宗签订和约使前者成为教宗国保护人后，昂吉安的玛丽也不投降。1407年初，拉迪斯劳出于外交目的再次驾临塔兰托。因他的第二任妻子已于1404年过世，他通过于1407年4月23日迎娶昂吉安的玛丽解决了塔兰托问题。玛丽成为了他的第三任王后，他也因而成为塔兰托亲王，剥夺了玛丽之子的继承权。
同年，拉迪斯劳想占性格软弱的新教宗额我略十二世的便宜，入侵教宗国，征服阿斯科利皮切诺和费尔莫。1408年，他包围奥斯蒂亚，以免法国在教宗和对立教宗本笃十三世的大分裂中成功取利。经过短暂的围城后，他通过贿赂教宗国的军队指挥官保羅·奧西尼，于4月25日攻陷了罗马，很快又征服了佩鲁贾。
1409年，拉迪斯劳最终将自己在达尔马提亚的权利以十万杜卡特卖给了威尼斯共和国。这是他试图寻求结盟对佛罗伦萨作战的先兆，他在中意大利扩张，并和佛罗伦萨人的宿敌卢卡领主保羅·圭尼吉结盟。拉迪斯劳入侵托斯卡尼，攻陷皮昂比諾领主傑拉爾多·阿皮亞尼治下的科爾托納和厄爾巴島。佛罗伦萨雇佣将领布拉奇奥·达·蒙托内击败拉迪斯劳，他被迫撤退。但由于得到在加埃塔的教宗额我略十二世的支持等原因，拉迪斯劳始终没有放弃征服北意大利的目标。
由于惧怕他的武力，锡耶纳、佛罗伦萨及有权势的主教巴尔达萨雷·科萨等结为同盟。对立教宗历山五世开除了拉迪斯劳的教籍，还请路易二世征服那不勒斯，路易于1409年7月底率1500名骑兵前往，被加冕为那不勒斯国王。联军在穆奇奧·斯福爾扎、布拉奇奥·达·蒙托内等将领率领下入侵拉迪斯劳管辖下的教宗国领地，移师罗马，负责守城的奥西尼率2000人倒戈，但联军仅仅占领了宗座宫和特拉斯提弗列。科萨和路易放弃了围城，退回普罗旺斯，希望得到进一步的支持。
1410年，拉迪斯劳利用热那亚的一起反法叛乱获得了热那亚的支持。1月2日，罗马被联军攻占，但联军未能取得进一步的战果。5月16日或17日，路易来自普罗旺斯的援军船队在图斯卡尼海岸遭到拦截和局部溃败，损失了6000人和路易本人价值60万杜卡特的财物，这些财物被拉迪斯劳所得。这时，历山五世已死，科萨成为了新的敵教宗若望二十三世。若望号召对拉迪斯劳进行圣战，并出售赎罪券以筹集军费。捷克改革家让·胡斯因在波希米亚抗议出售赎罪券而在康斯坦茨被杀，引发了胡斯运动。
由于联军进展缓慢，锡耶纳人和佛罗伦萨人愿意和拉迪斯劳讲和，拉迪斯劳放弃了自己在图斯卡尼的部分征服所得。路易的军队虽然在穆奇奧·斯福爾扎率领下于5月19日在罗卡塞卡击溃了一支那不勒斯军队，但他无力扩大胜果，也不能突破拉迪斯劳在圣杰马诺建立的防线。路易不久退回罗马和普罗旺斯，六年后死去。1412年，情况对拉迪斯劳越发有利：他的佣兵队长卡洛一世·马拉泰斯塔占领了安科纳的部分边区，穆奇奧·斯福爾扎也加入拉迪斯劳一方。6月14日，和约签订：对立教宗给拉迪斯劳7.5万弗洛林，加冕他为那不勒斯国王，授予其“正义旗手”称号，而拉迪斯劳则答应放弃对额我略十二世的承认。额我略被逐出加埃塔，迁居里米尼。

### 最后的军事行动和死亡

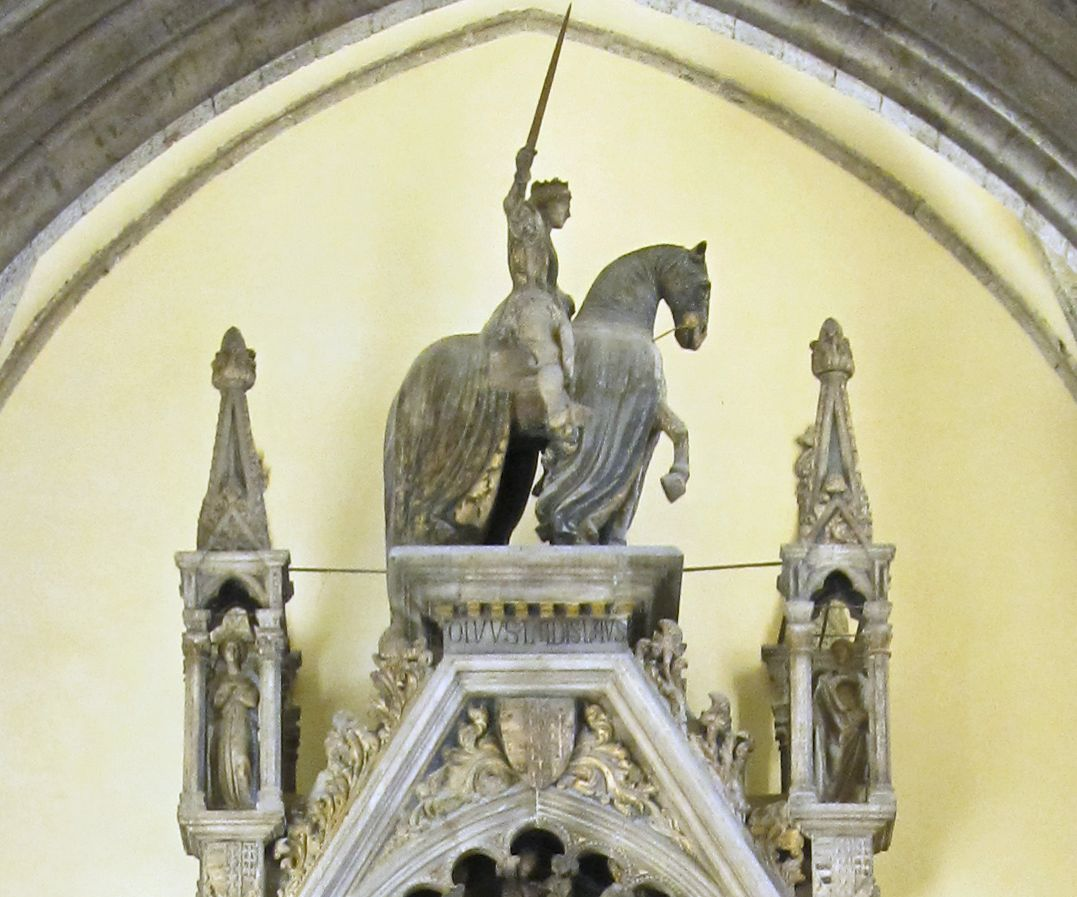
矗立在他的墓碑上的拉迪斯劳的马术雕像

这次和约仅仅是为双方提供喘息之机的办法：若望并不想按和约支付7.5万弗洛林，而拉迪斯劳则担心匈牙利国王西吉斯蒙德入侵意大利。佛罗伦萨开始和西吉斯蒙德进行外交接触后，1413年5月中，拉迪斯劳再次率军北上，6月8日攻陷罗马，随后又攻占了大部分翁布里亚和拉蒂乌姆北部。佛罗伦萨知道对方的下一个目标就是自己，于是签订了和约，承认拉迪斯劳对教宗国的征服。此时教宗国只剩下托迪和博洛尼亚还没有陷落了。
1414年7月，拉迪斯劳患病退回了那不勒斯，并于1414年8月6日驾崩。一说是被毒死的，但更可能是因生殖器感染而病倒。他被葬在圣乔万尼-卡尔博纳拉教堂，并立了纪念碑。他的姐姐乔万娜二世作为大安茹支系在意大利的最后成员继位。

## 家庭
拉迪斯劳曾3次结婚：
- 他的第一任王后是曼弗雷迪三世·基亞拉蒙特（英语：Manfredi Chiaramonte）的女儿康斯坦薩（英语：Costanza Chiaramonte），1390年结婚，1392年在基亚拉蒙特一家穷困潦倒后，这桩婚姻被宣告无效。
- 第二任王后是塞浦路斯国王雅克一世的女儿瑪麗（英语：Mary of Lusignan, Queen of Naples），1403年2月12日结婚，第二年9月4日玛丽去世。
- 最后一任王后则是上文所述的玛丽，在他死后还活了32年。她们都没有为他生育后代。拉迪斯劳至少有2个私生子女：里纳尔多與玛丽亚。里纳尔多自称卡普亚亲王，葬在福贾，有四个子女，而玛丽亚则早夭。他的死意味着那不勒斯大安茹支系的男嗣就此断绝。他的姐姐乔万娜二世去世于1435年，也没有子嗣，王位还是落到了路易二世的儿子瑞内手上。

此外，1393年，他同意娶奥斯曼苏丹巴耶济德一世的女儿埃洪迪·哈顿，以换取其帮助抵抗匈牙利的西吉斯蒙德，但由于拒绝了公主皈依基督教的条款，这场婚姻没有实现。 

## 外部連結
- A listing of descendants of Charles I of Sicily（页面存档备份，存于）

| 那不勒斯的拉迪斯勞 安茹-杜拉佐王朝卡佩王朝的分支出生于：1377年2月15日逝世於：1414年8月6日 | 那不勒斯的拉迪斯勞 安茹-杜拉佐王朝卡佩王朝的分支出生于：1377年2月15日逝世於：1414年8月6日 | 那不勒斯的拉迪斯勞 安茹-杜拉佐王朝卡佩王朝的分支出生于：1377年2月15日逝世於：1414年8月6日 |
| 統治者頭銜                                                                                | 統治者頭銜                                                                                | 統治者頭銜                                                                                |
| ----------------------------------------------------------------------------------------- | ----------------------------------------------------------------------------------------- | ----------------------------------------------------------------------------------------- |
| 前任者： 查理三世                                                                         | 那不勒斯国王 1386年–1389年                                                                | 繼任者： 路易吉二世                                                                       |
| 前任者： 路易吉二世                                                                       | 那不勒斯国王 1399年–1414年                                                                | 繼任者： 乔万娜二世                                                                       |
| 前任者： 西吉斯蒙德                                                                       | 匈牙利和克罗地亚国王 1403年 與西吉斯蒙德同時在任 （1403年） （作为竞争者）                | 繼任者： 西吉斯蒙德                                                                       |
| 前任者： 萊蒙多                                                                           | 塔蘭托親王 1406年–1414年                                                                  | 繼任者： 賈科莫                                                                           |
| 前任者： 瑪麗                                                                             | 萊切伯爵 1406年-1414年 与瑪麗共治                                                         | 繼任者： 瑪麗                                                                             |